# Colibrí emplomallat de Bogotà
El colibrí emplomallat de Bogotà (Oxypogon guerinii) és una espècie d'ocell de la família dels troquílids (Trochilidae) que habita zones arbustives de muntanya de Colòmbia oriental.